# 三芒山羊草
三芒山羊草（学名：Aegilops triuncialis），为禾本科山羊草属下的一个种。它原产于欧洲东、地中海和西亚。對美國來說，三芒山羊草是外來入侵物種，目前分佈於美国的西海岸。